# Felice Damiani
Felice Damiani (Gubbio, 1560 – 1608) è stato un pittore italiano.

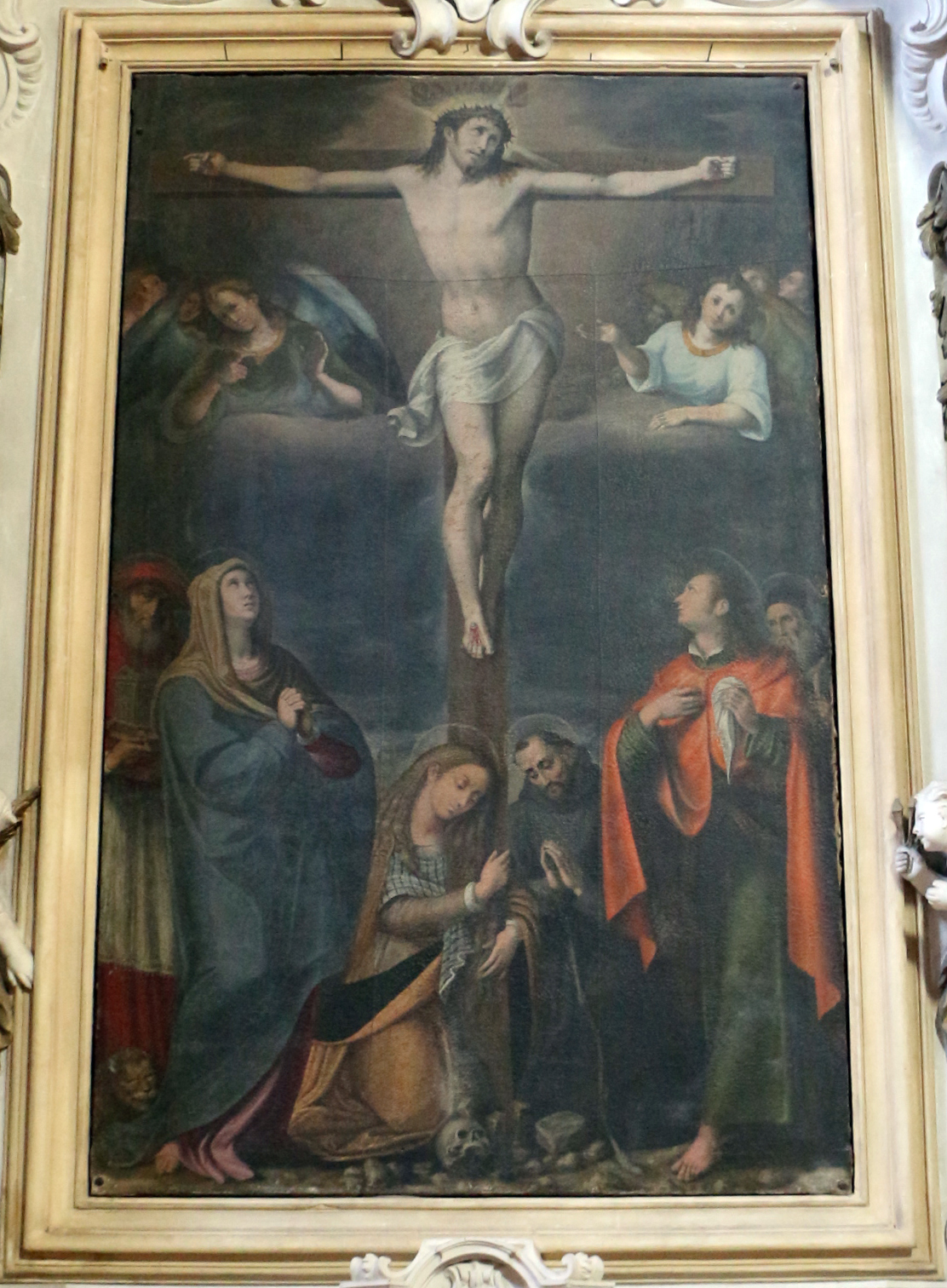
Crocifissione e santi, chiesa di Sant'Agostino (Gubbio)

Fu un colorista e ritrattista, attivo soprattutto in Umbria e nelle Marche. Ebbe tra i suoi allievi Federico Brunori.

## Alcune opere
- Madonna col Bambino e Santi, Santuario di Santa Maria delle Vergini - Cappella Panici, Macerata
- Adorazione dei Magi, chiesa di Santa Maria dei Lumi, San Severino Marche
- Affreschi del soffitto e della volta, chiesa di Santa Maria dei Lumi, San Severino Marche
- Mane nobiscum Domine, Palazzo Comunale, Cantiano
- Il Battesimo di Gesù, Basilica di Sant'Ubaldo, Gubbio
- Ultima Cena, Museo pontificio della Santa Casa, Loreto
- Santa Tecla, Museo pontificio della Santa Casa, Loreto
- Madonna della Cintola, tavola del 1593, Chiesa di Sant'Agostino, Foligno[1]